# Ranca Senggang
Ranca Senggang is een bestuurslaag in het regentschap West-Bandung van de provincie West-Java, Indonesië. Ranca Senggang telt 4990 inwoners (volkstelling 2010).